# Boris Michajlovič Šapošnikov
Boris Michajlovič Šapošnikov (rusky Борис Михайлович Шапошников; 20. záříjul./ 2. října 1882greg. Zlatoust – 26. března 1945, Moskva) byl sovětský voják, maršál Sovětského svazu (1940), vojenský pedagog (profesor 1935), významný sovětský vojenský teoretik, náčelník generálního štábu Rudé armády v letech 1928–1931, 1937–1940 a 1941–1942.

## Život
Pocházel z měšťanské rodiny, po absolvování střední školy si zvolil vojenskou kariéru. Byl přijat do Alexejevského vojenského učiliště. V roce 1903 byl v hodnosti podporučíka přidělen do střední Asie. Ve službě se projevil jako výborný důstojník, uspěl i v Akademii generálního štábu. Za vynikající výkony při studiu byl povýšen. Po Akademii se vrátil do Turkestánu, v roce 1912 byl přeložen do Polska.
První světovou válku zahájil jako starší adjutant (tj. operační důstojník) 14. jezdecké divize, záhy byl zraněn. Po návratu do služby působil ve stále odpovědnějších štábních funkcích. Vrcholem jeho kariéry bylo zvolení velitelem Kavkazské granátnické divize. Pro nemoc už po měsíci, v lednu 1918, odešel z funkce, v březnu i z armády.
Od dubna 1918 pracoval jako tajemník soudu v Kazani. V květnu se přihlásil do Rudé armády, ve které už zůstal do konce života. Podílel se na přípravě plánů ofenzivy proti Děnikinovi v srpnu 1919 i organizaci bojů roku 1920 – s Wrangelem a Poláky.
Ve 20. letech zastával vysoké štábní i velitelské funkce. Napsal několik studií o Občanské válce, v letech 1927–1929 vydal své nejvýznamnější dílo – třídílný Mozek armády. V knize jasným a srozumitelným jazykem rozebírá a hodnotí činnost generálních štábů, zejména rakousko-uherského, před 1. světovou válkou a v jejím průběhu. Vysvětlil roli, funkci a strukturu velení ozbrojených sil státu ve válce i při přípravě ekonomiky země na válku. Mozek armády vzbudil ihned velkou pozornost, Šapošnikov se dostal mezi špičku sovětských vojenských teoretiků. Vyneslo mu funkci náčelníka štábu Rudé armády (1928–1931) a doživotní Stalinovu úctu (Šapošnikov a později Rokossovskij byli jediní vojáci oslovovaní Stalinem jménem, v kontrastu k obvyklému „soudruhu Žukove“).
V letech 1932–1935 se věnoval výchově nové důstojnické generace ve Frunzeho akademii. Během působení v generálním štábu a akademiích vychoval řadu velmi kvalitních štábních pracovníků, Stalinem nazývaných „Šapošnikovská škola“.
V roce 1937 se vrátil na uvolněné místo náčelníka generálního štábu, zde řídil rozpracování válečných plánů. Z titulu člena Hlavní vojenské rady se výrazně podílel na úpravách vojenské doktríny Rudé armády. Koncem 1939 Stalin a Vorošilov odmítli jeho plán války s Finskem, jako příliš opatrný a přeceňující sílu protivníka. Příprava války byla svěřena štábu Mereckovova Leningradského voj. okruhu, následný neúspěch sovětských vojsk ukázal oprávněnost Šapošnikovových názorů. Poté jako člen nově vytvořené Stavky řídil reorganizaci vojsk a přípravu úspěšné lednové ofenzívy. Už v prosinci 1939 byl vyznamenán. V srpnu 1940 byl ve funkci náčelníka generálního štábu nahrazen paradoxně právě Mereckovem. Nicméně si zachoval Stalinovu důvěru, stal se náměstkem lidového komisaře obrany pro opevnění.

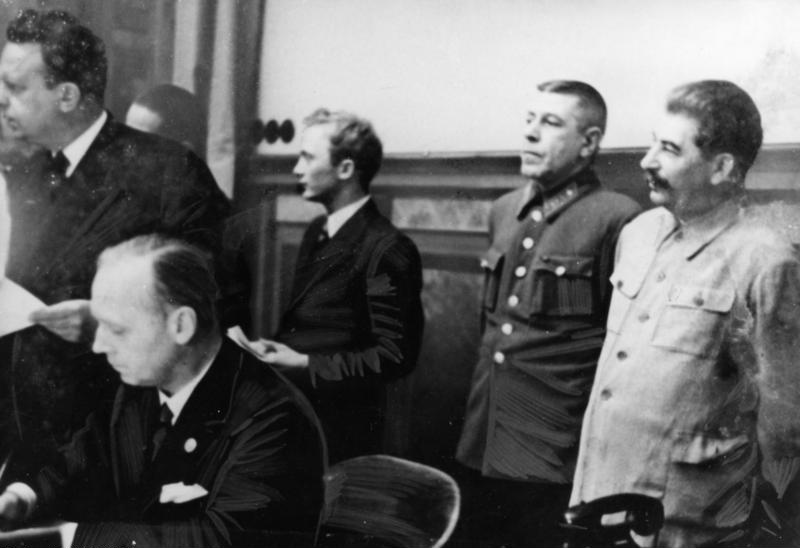
Šapošnikov se Stalinem

Po začátku války byl jmenován členem Stavky (do konce života), od konce července 1941 potřetí náčelníkem generálního štábu, zůstal jím téměř rok. Pro zhoršení zdraví ho v květnu 1942 nahradil nejlepší z jeho odchovanců Vasilevskij. Tím vypadl z vedení bojových operací, zůstal však náměstkem lidového komisaře obrany, stál v čele komise zpracovávající na základě válečných zkušeností revize vojenských řádů a pokynů. Vedl práce na zpracování historie Velké vlastenecké války. V květnu 1943 při redukci počtu náměstků o funkci přišel, náhradou se stal náčelníkem Akademie generálního štábu.
26. března 1945 zemřel na tuberkulózu. O dva dny později byl pochován v Moskvě na Rudém náměstí u Kremelské zdi.

## Vzdělání
- 1893–1900 Krasnoufimské a Permské reálné učiliště
- 1901–1903 moskevské Aleksejevské vojenské učiliště
- říjen 1907 – květen 1910 Nikolajevská akademie gen. štábu
- červen 1935 profesor

## Vojenská kariéra

### Ruská armáda (1901–1918)
- 1903 – říjen 1907 a červen 1910 – listopad 1912 služba v Turkestánu
- listopad 1912 – říjen 1914 starší adjutant 14. jezdecké divize
- říjen 1914 – leden 1915 zraněn, mimo službu
- leden – červen 1915 ve štábu 12. armády
- červen – listopad 1915 ve štábu Severozápadního frontu
- listopad 1915 – květen 1916 náčelník štábu kozácké brigády
- květen 1916 – únor 1917 náčelník štábu 2. kozácké Turkestánské divize
- únor – září 1917 dočasně plní povinnosti náčelníka štábu 10. armádního sboru
- září – prosinec 1917 velitel 16. granátnického Mingrelského pluku
- prosinec 1917 – 16. leden 1918 zvolen velitelem Kavkazské granátnické divize
- 16. leden 1918 – 16. březen 1918 nemocen
- 16. březen 1918 demobilizován.

### Rudá armáda (1918–1945)
- 22. května 1918 dobrovolně vstoupil do Rudé armády
- květen – 7. září 1918 pomocník náčelníka oddělení operačního správy Nejvyšší vojenské rady
- 7. září – říjen 1918 náčelník zpravodajského oddělení polního štábu Revoluční vojenské rady republiky
- listopad 1918 – 4. března 1919 pracovník vojenské inspekce
- 4. března – 15. srpna 1919 1. pomocník náčelníka štábu lid. kom. vojenství Ukrajiny
- 15. srpna – 12. října 1919 náčelník zpravodajského oddělení operační správy polního štábu Revoluční vojenské rady republiky
- 12. října 1919–1920 náčelník operační správy polního štábu Revoluční vojenské rady republiky
- únor 1921 – květen 1925 1. pomocník náčelníka štábu Rudé armády
- květen 1925 – říjen 1925 zástupce velitele Leningradského vojenského okruhu
- říjen 1925 – květen 1927 velitel Leningradského vojenského okruhu
- květen 1927–1928 velitel Moskevského vojenského okruhu
- květen 1928 – červenec 1931 náčelník štábu Rudé armády
- červenec 1931–1932 velitel Povolžského vojenského okruhu
- duben 1932–1935 náčelník a komisař Frunzeho vojenské akademie
- září 1935 – 10. května 1937 velitel Leningradského vojenského okruhu
- 10. května 1937 – srpen 1940 náčelník gen. štábu a náměstek lid. kom. obrany
- 13. března 1938 – 23. června 1941 člen Hlavní vojenské rady Rudé armády
- 9. prosince 1939 – březen 1940 člen Hlavního stanu hlavního velení (Stavky)
- srpen 1940 – 20. května 1943 náměstek lid. kom. obrany
- 23. června 1941 – 10. července 1941 stálý poradce při Hlavním stanu hlavního velení
- 10. července 1941 – 23. března 1945 člen Hlavního stanu vrchního velení
- 19. – 30. července 1941 náčelník štábu Hlavního velitelství západního směru
- 29. července 1941 – 11. května 1942 náčelník gen. štábu
- červen 1943 – 26. března 1945 náčelník Vojenské akademie gen. štábu K. J. Vorošilova
- od září 1943 člen komise pro otázky příměří

## Vojenské hodnosti

### Ruské
- 1903 podporučík
- listopad 1906 poručík
- 1910 štábní kapitán
- prosinec 1912 kapitán
- prosinec 1915 podplukovník
- srpen 1917 plukovník

### Sovětské
- 20. listopadu 1935 velitel armády 1. stupně
- 7. května 1940 maršál Sovětského svazu

## Vyznamenání

### Ruské
- Řády sv. Anny, sv. Stanislava a sv. Vladimíra — celkem 6 řádů.

### Sovětské
- 3× Leninův řád (31. prosince 1939, 3. října 1942, 21. února 1945)
- 2× Řád rudého praporu (14. října 1921, 3. listopadu 1944)
- 2× Řád rudé hvězdy (15. ledna 1934, 22. února 1938)
- Řád Suvorova 1. stupně (22. února 1944)

V říjnu 1942 po něm byly pojmenovány Vyšší důstojnické kurzy Výstřel a První pěchotní Tambovské učiliště.

## Politická činnost
- od října 1930 člen VKS(b), přijat do strany bez kandidátské lhůty
- 21. března 1939 – 26. března 1945 kandidát ÚV VKS(b)
- květen 1929 – březen 1931 a leden 1935–1937 člen CIK
- 1937 – 26. března 1945 poslanec Nejvyššího sovětu SSSR
- 10. září 1939 – 9. dubna 1941 člen Výboru obrany při vládě SSSR
- 23. června – 16. července 1941 člen Rady pro evakuaci při vládě SSSR

## Dílo
- Jezdectvo (kavaleristické črty). (Конница (кавалерийские очерки).). Moskva: [s.n.], 1923. (rusky)
- Na Visle. K historii kampaně roku 1920. (На Висле. К истории кампании 1920 года.). Moskva: [s.n.], 1924. (rusky)
- Mozek armády, kniha I.  (Мозг армии, книга I.). Moskva: Vojenizdat, 1927. Dostupné online. (rusky)
- Mozek armády, kniha II.  (Мозг армии, книга II.). Moskva: Vojenizdat, 1929. (rusky)
- Mozek armády, kniha III.  (Мозг армии, книга III.). Moskva: Vojenizdat, 1929. (rusky)
- Varšavská operace (konspekt). Moskva: [s.n.], 1933. (rusky)
- Paměti. Vojensko-vědecké práce.  (Воспоминания. Военно-научные труды.). Moskva: Vojenizdat, 1974. Dostupné online. (rusky)
- Bitva o Moskvu : verze generálního štábu (Битва за Москву : версия генеральново штаба). Moskva: Jauza : EKSMO, 2005. 636 s., 24s. obr.příl., mapy. ISBN 5-699-13047-0. (rusky)